# Amélia da Lomba
Maria Amélia Gomes Barros da Lomba do Amaral, coneguda com a Amélia da Lomba o Amélia Dalomba (nascuda el 23 de novembre de 1961 a Cabinda) és una escriptora i periodista angolesa. També ha estat Secretària de la Missão Internacionalista Angolana. De Lomba va ser guardonada amb la Medalha da Ordem do Vulcão el 2005.

## Biografia
Es va llicenciar en Psicologia a Moscou. De tornada a Angola, va treballar com a periodista, treballant per a la Emissora Provincial de Cabinda, la Rádio Nacional de Angola i el Jornal de Angola a Luanda. Segons Luís Kandjimbo, da Lomba pertany al grup d'escriptores contemporànies angoleses com Ana Paula Ribeiro Tavares, Ana de Santana i Lisa Castel, a les que es refereix com "Geração das Incertezas"), escriptores que mostren típicament angoixa i malenconia en les seves obres, expressant decepció amb les condicions polítiques i socials del país. Entre les seves obres cal destacar Ânsia (1995), Sacrossanto Refúgio (c.1995) i Noites ditas à chuva (2005), llibre de poesia publicada per la União dos Escritores Angolanos. La seva poesia és inclosa en antologies i llibres com Antologia da Poesia Feminina dos Palop (1998), Antologia do Mar na Poesia Africana de Língua Portuguesa do Século XX (2000), i Antologia O Amor tem Asas de Ouro. Da Lomba és membre de la União dos Escritores Angolanos (UEA).
A més dels seus poemes i articles publicats, ha gravat CDs de lletres i música angoleses. Da Lomba també va servir com a secretària a la Missão Internacionalista Angolana. Fou guardonada amb la Medalha da Ordem do Vulcão (Order of Vulcan) pel President de Cap Verd en 2005 i és l'única no capverdiana guardonada fins a la data.

## Obres
- Ânsia, Poesia (1995), UEA
- Sacrossanto Refúgio (1996), Edipress
- Espigas do Sahel (2004), Kilomlombe Publishers
- Noites Ditas à Chuva (2005), UEA
- Sinal de Mãe nas Estrelas (2007), Zian Editora (Publishers)
- Aos Teus Pés Quanto Baloiça o Vento (2008), Zian
- Cacimbo 2000 (2000), Patrick Houdin-Alliance Française de Luanda
- Nsinga - O Mar no Signo do Laço (2012), Mayamba[8]
- Uma mulher ao relento (2011), Nandyala Publishers

### CD
- Verso Prece e Canto (2008), N'Gola Música